# Jil Strüngmann
Jil Strüngmann (* 9. Juli 1992 in Oberhausen) ist eine ehemalige deutsche Fußballspielerin, die seit 2020 als Torwarttrainerin der weiblichen U17-Mannschaft des SV Budberg tätig ist.

## Werdegang
Strüngmann begann ihre Karriere beim TuS 08 Rheinberg. Anschließend wechselte sie im Sommer 2007 in die C-Jugend des FCR 2001 Duisburg, wo sie im Sommer 2008 in die Reservemannschaft hochgezogen wurde. Nach einem halben Jahr für die Reserve des FCR Duisburg, wechselte sie zum Ligarivalen GSV Moers. In Moers entwickelte sie sich zur Stammkeeperin und wechselte nur ein halbes Jahr später, in die Frauen-Bundesliga zur SGS Essen. Dort spielte sie anfangs jedoch nur in der zweiten Mannschaft und feierte am 5. September 2009 ihr Seniordebüt für Essen, in dem Spiel der zweiten Mannschaft gegen den VfL Bochum in der Regionalliga West. Es folgten sieben weitere Spiele für die SGS II, bevor sie am 19. Dezember 2010 ihr Bundesliga-Debüt für Essen gegen den VfL Wolfsburg feierte. Die Torfrau absolvierte in drei Jahren lediglich zwei Spiele in der Frauen-Bundesliga für die SGS Essen und entschied sich im Sommer 2013 für ein Studium in den USA. Nach einem Jahr in den USA, kehrte sie Anfang Juni 2014 zur SGS Essen zurück. Strüngmann beendete 2020 ihre Profikarriere, und wurde am 1. November 2020 Lehrerin am Amplonius-Gymnasium Rheinberg. Nebenbei ist sie Torwarttrainerin und gehört dem SV Budberg noch als Feldspielerin an.

## Persönliches
Nach ihrem Abitur 2011 am Gymnasium Rheinkamp in Moers, begann sie im Sommer 2011 ein Biomechanik-Studium an der Universität Duisburg-Essen. Nach ihrem zweijährigen Studium begab sie sich – im Rahmen eines Austauschprogrammes – im Herbst 2013 in die Vereinigten Staaten an die University of Minnesota. Ihr Bruder Jan Strüngmann spielte in der Jugend gemeinsam mit ihr beim TuS 08 Rheinberg, derzeit spielt er in der Kreisliga B für den SV Concordia Ossenberg.